# La rossa (film 1962)
La rossa  (Die Rote)  è un film del 1962 diretto da Helmut Käutner.

## Trama
Franziska, giovane interprete tedesca lascia precipitosamente Milano, città in cui lavorava. Nella città lascia il fidanzato e il di lui superiore, con cui aveva allacciato una relazione. La cosa aveva suscitato l’inevitabile risentimento del fidanzato perciò, coi suoi pochi risparmi e con una valigia contenente pochi effetti personali, Franziska sale sul primo treno che trova e, di li a poco, si ritroverà in una Venezia cupa, buia ed invernale. Sistematasi in un albergo poco costoso, di lí a poco Franziska fa la conoscenza di due uomini: Fabio un intellettuale che le fa conoscere le parti più nascoste di Venezia, comprese immense biblioteche e Patrick bellissimo giovane che vive su una barca e mantiene un ambiguo rapporto con un ex nazista dato per morto, tale Kramer. Una sera, Patrick, porta Franziska in una cupa locanda frequentata solo da uomini che intrattengono balli e divaghi fra loro e lì la donna fa la conoscenza di Kramer. Dopo la morte di Kramer, provocata da Patrick con l’involontaria complicità di Franziska, la donna fugge e coi suoi pochi averi raggiunge, nel buio e nella nebbia, la stazione. Lí la aspettano, con fare minaccioso, alcuni dei ragazzi della locanda frequentata da Patrick ma ad aspettarla c’è anche Fabio, che le chiede di rimanere con lui. Spaventata dalla situazione, Franziska, sale sul primo treno in partenza e se ne va. Il treno si allontana nella notte.

## Distribuzione
Coproduzione italo-tedesca minoritaria per l’Italia.
- Uscita in Italia : 30/08/1962 (visto di censura 38177 del 30-08-1962) [1]